# BGB i Malmö
BGB i Malmö AB (ursprungligen Malmö Byggmästarnas Gemensamma Byggnads AB) bildades 1945 som en sammanslutning av byggmästare och byggföretag i Malmö. En dominerande roll innehade Skånska Cementgjuteriet.
Varje företag inom sammanslutningen arbetade självständigt men man samarbetade om inköp och kunde gemensamt anlägga infrastrukturen i ett bostadsområde. Ett syfte med BGB var att bättre kunna konkurrera med MKB, HSB och Riksbyggen vid tilldelning av mark i Malmö. BGB producerade en stor andel småhus till skillnad från allmännyttan och kooperationen. 1995 förvärvades BGB i Malmö AB av Lifra Fastigheter i Malmö AB.